# Central nuclear Bruce
La Central nuclear Bruce (Bruce Nuclear Generating Station) está situada en Tiverton, Ontario (Canadá). El nombre de la instalación procede de Bruce County en el que está ubicada.
La instalación se construyó por etapas entre 1970-1987 por la corporación provincial de la corona, Ontario Hydro. En abril de 1999 Ontario Hydro fue dividida en 5 partes, de las cuales la Ontario Power Generation (OPG) se hizo cargo de las plantas de generación eléctrica. En junio de 2000 OPG suscribió un acuerdo de alquiler a largo plazo con el consorcio del sector privado Bruce Power para que este se hiciera cargo del funcionamiento de la planta de Bruce. En mayo de 2001, Bruce Power inició su funcionamiento.
La planta de Bruce es la mayor instalación nuclear del Canadá en términos de potencia de salida y también una de las mayores del mundo, y dispone de 8 reactores nucleares CANDU, situados en la orilla izquierda del Lago Hurón, con una potencia total de 6.232 MW (netos) y 7.276 MW (brutos) cuando todas las unidades están funcionando.

## Operación
Las unidades 3 y 4 se volvieron a poner en funcionamiento en 2003 y enero de 2004, respectivamente, después de una larga parada. Bruce Power y el gobierno provincial de Ontario anunciaron en otoño de 2005 que los reactores 1 y 2, que habían sido cerrados en 1997 y 1995, serían rehabilitados. Esto tiene en cuenta la creciente demanda de energía de Ontario. Para volver a poner en funcionamiento los Bruce 1 y 2, hubo que sustituir, entre otras cosas, los aproximadamente 500 tubos de presión que contenían los elementos combustibles. Este trabajo en la Unidad 1 se completó en gran parte a fines del año 2008/2009. En 2011, se hicieron los preparativos para reiniciar las Unidades 1 y 2.
Después de que la agencia de seguridad nuclear de Canadá diera luz verde a la unidad 2 en marzo de 2012, se produjo una fuga en el sistema moderador, por lo que el reactor tuvo que cerrarse de nuevo. La Unidad 1 se volvió a poner en funcionamiento el 19 de septiembre de 2012, seguida de la Unidad 2 el 16 de octubre de 2012. Los bloques están programados para operar hasta 2043. El operador planea cerrar las unidades 3 a 8 entre los años 2020 [obsoleto] y 2033 por un período de aproximadamente tres años cada una para realizar una revisión general. El objetivo de las medidas es seguir operando la planta hasta 2064.

## Descripción
Esta planta es la planta de energía nuclear más poderosa de Canadá. Fue construido en varias etapas entre 1970 y 1987 por Ontario Hydro. Cuenta con 8 reactores CANDU que pueden producir 6.358 MWe cuando todas las unidades están en operación.
La planta consta de dos unidades de cuatro reactores cada una, las unidades Bruce A y Bruce B. Los reactores son los siguientes:
BRUCE A
- BRUCE A 1 (en restauración)
- BRUCE A 2 (en restauración)
- BRUCE A 3
- BRUCE A 4

BRUCE B
- BRUCE B 5
- BRUCE B 6
- BRUCE B 7
- BRUCE B 8

En otoño de 2005, Bruce Power y el gobierno de Ontario se comprometieron a volver a poner en funcionamiento las unidades 1 y 2, a fin de atender el incremento de las necesidades de energía de la provincia de Ontario.
Simultáneamente al funcionamiento de la planta Bruce se ha producido el cierre del reactor Douglas Point, una versión anterior del diseño CANDU.